# Barry White
Barrence Eugene Carter, mais conhecido como Barry White (Galveston, 12 de setembro de 1944 — Los Angeles, 4 de julho de 2003), foi um cantor, compositor, maestro e produtor musical norte-americano. Compositor de inúmeros sucessos em estilo soul e disco e de baladas românticas, e um intérprete com voz profunda e grave.

## Carreira
Criou-se no gueto negro da cidade de Los Angeles. Como outros cantores norte-americanos de sucesso, também cantou em coral de igreja na juventude. Foi um adolescente inconsequente, que acabou preso aos dezessete anos de idade por roubar pneus. Na prisão, decidiu mudar de vida e de amigos.
Obteve grande êxito como intérprete de baladas românticas nos anos 60. Em 1972, criou o trio feminino Love Unlimited. Posteriormente aproveitou este nome para batizar seu grupo de acompanhamento, a Love Unlimited Orchestra.
É considerado um dos precursores da disco' music com o lançamento, em 1974, dos sucessos Can't Get Enough of Your Love, Babe, You´re the first, the last, my everything e o tema instrumental (da Love Unlimited Orchestra) Love´s Theme. Em 1975, veio What I´m gonna do with you. Em 1976, Let the music play. Em 1979, a sua Love Unlimited Orchestra lança o hit I´m só glad that I´m a woman. No início dos anos 80, esteve no Brasil, e, antes da turnê, lançou Rio de Janeiro.
Em meados de 90, em parceria com a cantora Lisa Stansfield, gravou um de seus grandes sucessos: All Around The World. A sua simplicidade e simpatia aliadas a sua grande versatilidade em interpretar temas românticos, tornou essa parceria inesquecível.
Em fins dos anos 90, apareceu várias vezes na série de TV Ally McBeal, o que contribuiu para revitalizar sua carreira. Lançou uma autobiografia em 1999.[carece de fontes?]
No ano de 2003, a música "Love's Theme", que já havia sido tema de uma novela na extinta TV Tupi em 1973, chamada As Divinas e Maravilhosas, foi relançada na novela Celebridade, de Gilberto Braga, na Rede Globo. No mesmo ano, a música ficou famosa por representar celebridades nacionais e internacionais.
No ano 2000, ganhou dois prêmios Grammy nos quesitos de melhor música tradicional e R&B por Staying Power.

## Morte
Barry White morreu aos 58 anos, em 4 de julho de 2003, no Centro Médico Cedars-Sinai, em Los Angeles, vítima de falência renal. Sofria de pressão arterial alta e estava à espera de um transplante renal. O seu corpo foi cremado e as suas cinzas foram atiradas ao Oceano Pacífico, na costa californiana.

## Discografia
- I've Got So Much to Give (1973)
- Stone Gon' (1973)
- Can't Get Enough (1974)
- Just Another Way to Say I Love You (1975)
- Let the Music Play (1976)
- Is This Whatcha Wont? (1976)
- Barry White Sings for Someone You Love (1977)
- The Man (1978)
- The Message Is Love (1979)
- I Love to Sing the Songs I Sing (1979)
- Sheet Music (1980)
- Beware! (1981)
- Change (1982)
- Dedicated (1983)
- The Right Night & Barry White (1987)
- The Man Is Back! (1989)
- Put Me in Your Mix (1991)
- The Icon Is Love (1994)
- Staying Power (1999)